# Flos Duellatorum

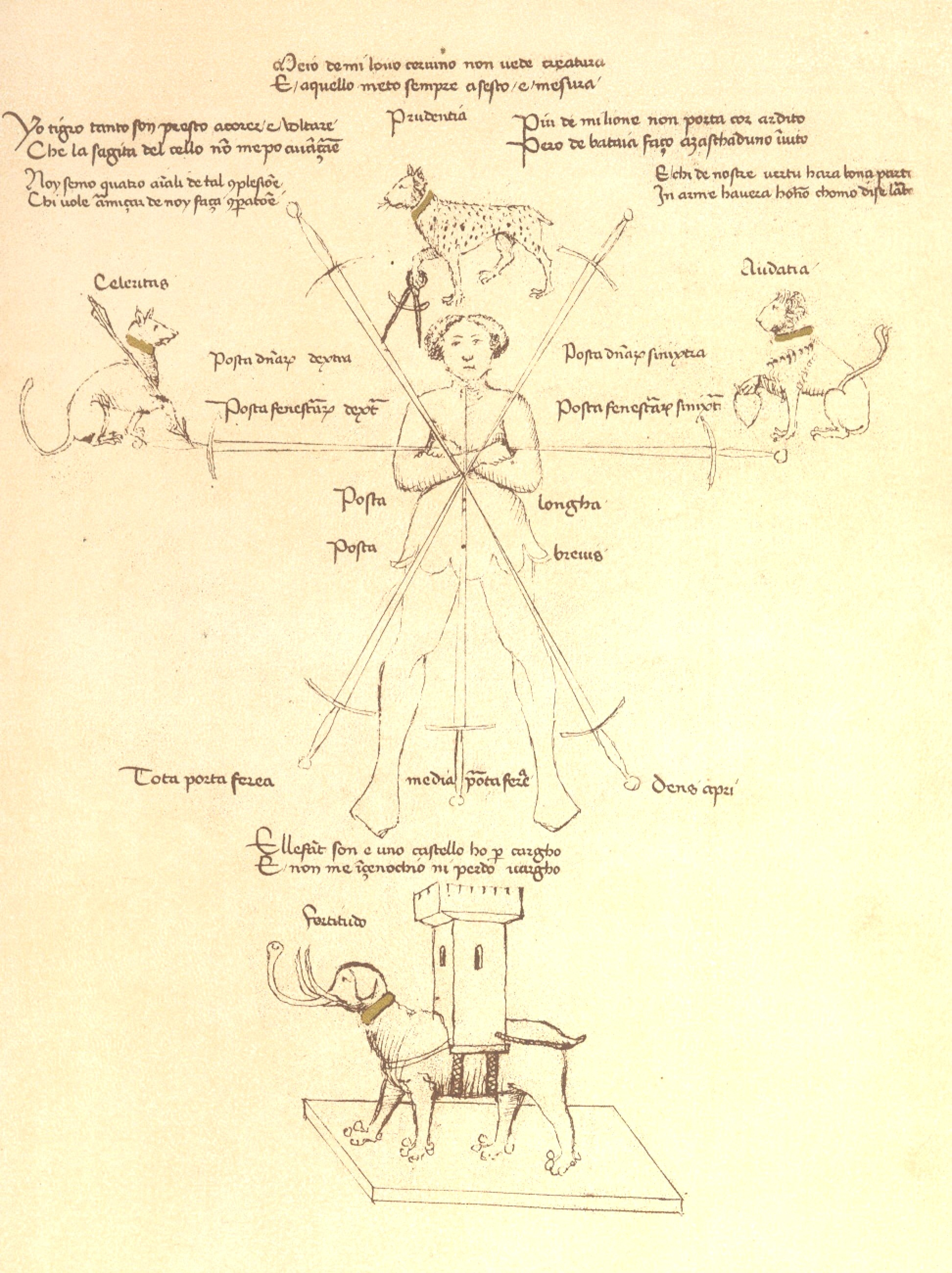
Rycina z faksymile pizańskiej (fol. 17A). Cztery zwierzęta symbolizują roztropność (ryś), szybkość (tygrys), śmiałość (lew) i hart ducha (słoń)

Flos Duellatorum - (polski kwiat walki, znany także jako rękopis pizański) – rękopis stworzony przez Fiore dei Liberi o sztuce fechtowania z XV w. Zachowany faksymile z 1902 autorstwa włoskiego historyka Francesco Novati zawiera 35 ilustrowanych kart opisujących technikę walki długimi mieczami, sztyletami i lancami, konno oraz pieszo. Ponadto prezentowane są także techniki walki wręcz i samoobrony.